# 巴氏平頭鮋
巴氏平頭鮋，為輻鰭魚綱鮋形目鮋亞目平頭鮋科的其中一種，為深海魚類，分布於東南太平洋納斯卡海脊，棲息深度290-310公尺，體長可達5.2公分，棲息在底層水域，生活習性不明，具有毒性。